# Maeve Coughlan
Maeve Coughlan (9 de noviembre de 1998) es una deportista australiana que compite en judo. Ganó cuatro medallas de plata en el Campeonato de Oceanía de Judo entre los años 2015 y 2018.

## Palmarés internacional
| Campeonato de Oceanía | Campeonato de Oceanía | Campeonato de Oceanía | Campeonato de Oceanía |
| Año                   | Lugar                 | Medalla               | Categoría             |
| --------------------- | --------------------- | --------------------- | --------------------- |
| 2015                  | Païta (Francia)       | Medalla de plata      | –63 kg                |
| 2016                  | Canberra (Australia)  | Medalla de plata      | –63 kg                |
| 2017                  | Nukualofa (Tonga)     | Medalla de plata      | –63 kg                |
| 2018                  | Numea (Francia)       | Medalla de plata      | –63 kg                |